# Michael Foale
Colin Michael Foale dit Mike Foale (né le 6 janvier 1957) est un spationaute anglais possédant la double nationalité américaine et britannique. Il a réalisé quatre vols spatiaux et des séjours de longue durée à bord de Mir et de la Station spatiale internationale.

## Biographie
Né à Louth, en Angleterre et élevé à Cambridge, Foale a étudié au The King's School (en), Canterbury et au Queens' College, Cambridge University, il est diplômé de Laboratoire d'Astrophysique en 1982.

## Vols réalisés

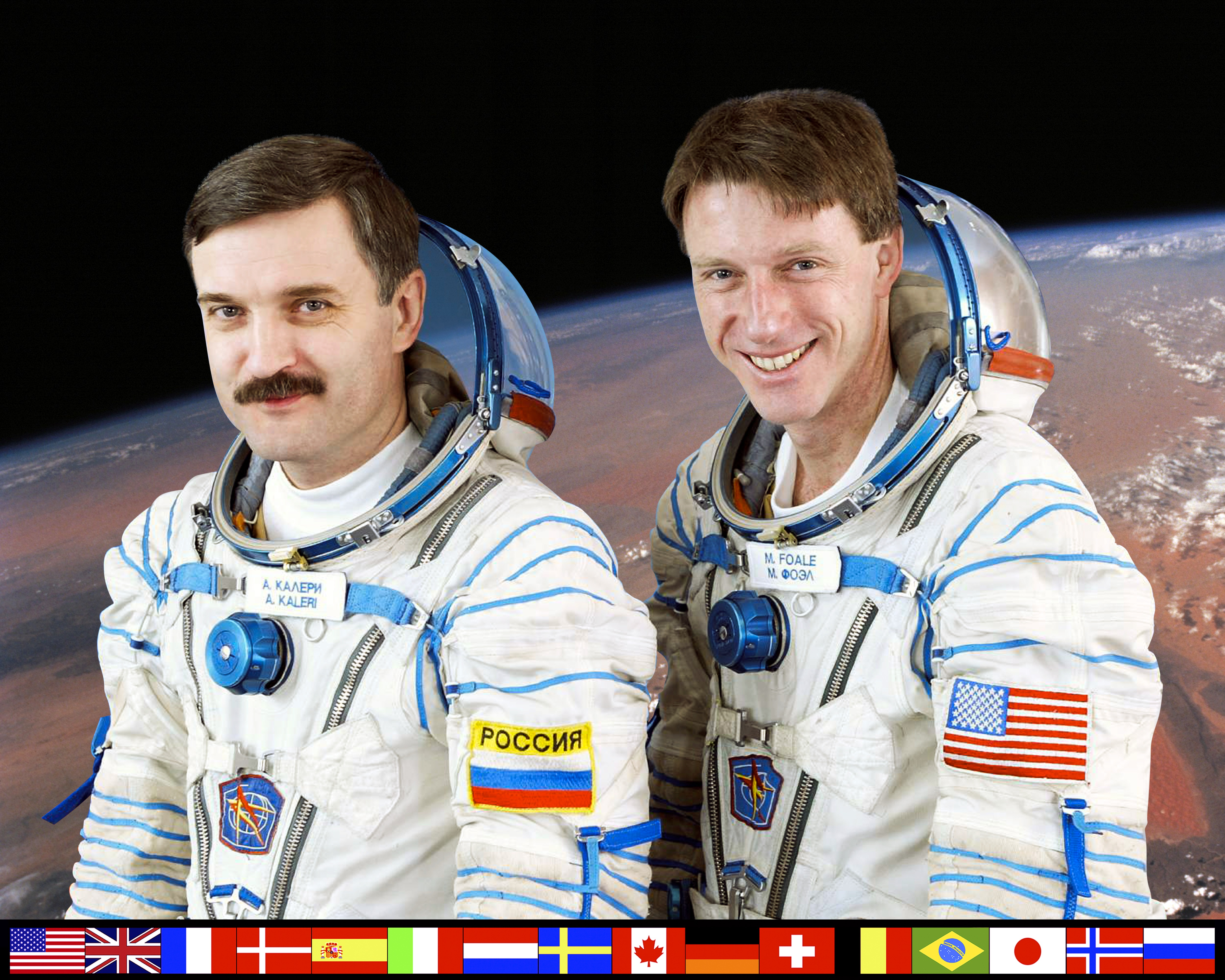
Equipe de la 8e expédition de l'ISS.

Foale a rejoint la NASA en 1983 et a été sélectionné comme candidat astronaute en 1987. Il a volé lors des missions STS-45 (1992), STS-56 (1993) et STS-63 (1995) de la navette spatiale. Lors de la dernière mission, il a réalisé une sortie extravéhiculaire de 4 heures. Il a été sélectionné pour une mission de longue durée à bord de la station spatiale russe Mir. Durant son séjour de quatre mois à bord de Mir en 1997, Mir a été heurté par un cargo de ravitaillement Progress et Foale a réalisé une sortie extravéhiculaire de 6 heures pour inspecter les dommages extérieurs.
En 1999, Foale était membre de la mission de la navette spatiale STS-103, durant laquelle il a réalisé une sortie extravéhiculaire de 8 heures pour remplacer des composants du télescope spatial Hubble.
En 2003, Foale a été nommé commandant de l'Expedition 8 pour la Station spatiale internationale avec le cosmonaute Alexandr Kaleri. Son séjour de six mois à bord de la station prit fin le 29 avril 2004.
Il s'exprime couramment en russe.